# Київгаз
АТ «Київга́з» — публічне акціонерне товариство, діяльність якого полягає у розподілі у місті Києві. Компанія транспортує природний газ 778 тис. фізичних осіб та 1478 юридичних осіб, серед яких бюджетні установи, релігійні організації, приватні, теплокомунальні та побутово-комунальні підприємства. У межах своєї основної діяльності «Київгаз» здійснює проектування, будівництво та ремонт підземних і наземних газопроводів, обслуговує котельні, встановлює внутрішньобудинкове газове обладнання, лічильники тощо.
Київська система газопостачання є комунальною власністю територіальної громади міста, яку Київська міська рада передала у користування та управління «Київгазу». Столична система газопостачання складається з 4927 км газопроводів високого, середнього та низького тиску, 1457 газорегуляторних пунктів та 635 станцій катодного захисту.  

## Структура
До складу АТ «Київгаз» входять:
- головне підприємство

- три управління експлуатації газового господарства

- управління аварійно-відновлюваних робіт (більш поширена назва «аварійна служба газу» або «104»)

- два управління експлуатації газових мереж високого та середнього тиску

- управління експлуатації газорозподільних пунктів та газових котелень

- управління «Спецавтогосподарство»

- управління «Спецгазбудмонтаж» (займається газифікацією будівель, встановленням лічильників та іншими роботами, пов’язаними з експлуатацією газопроводів, споруд на них, технічним обслуговуванням газових приладів)

- управління захисту газових мереж від корозії.

## Послуги
АТ «Київгаз» надає послуги з:
- розподіл природного і нафтового газу розподільними трубопроводами (розподілення газу із газотранспортної мережі)
- підключення до газової мережі
- підготовки та надання технічних умов на підключення споживачів газу до газових мереж міста
- узгодження та експертиза проектів з газифікації
- розробка проектно-кошторисної документації на газифікацію об'єктів тиском до 1,2 МПа
- встановлення, технічного обслуговування та ремонту газового обладнання
- ремонту та повірки побутових і промислових лічильників газу
- виконання будівельно-монтажних робіт зі спорудження систем газопостачання та прокладання
- газових мереж
- здійснення планової та позапланової перевірок вузлів обліку газу юридичних та фізичних осіб
- продажу газового обладнання.

## Історія компанії
Історія «Київгазу» нерозривно пов’язана із газифікацією Києва. 1945 року Рада Міністрів СРСР видала постанову про газифікацію української столиці в рамках великого проекту побудови магістрального міжміського газопроводу Дашава — Київ. На виконання цієї постанови у 1946 році Рада Міністрів УРСР створила трест «Київгаз». У серпні 1947 року робота з проектування газового господарства активізувалася: за той час у Києві було збудовано майже 75 км вуличних газопроводів та близько 65 км відгалужень до житлових будинків, комунально-побутових та промислових об’єктів. У вересні 1948 року в домівках киян запалали блакитні вогники. Найпершими газ у свої оселі отримали мешканці так званого будинку Морозова, що на перетині вулиць Володимирської та Льва Толстого.
У червні 1950 року трест «Київгаз» було перейменовано в Управління газового господарства м. Києва, яке у 1975 році реорганізувалося у виробниче об'єднання (ВО) «Київгаз». У серпні 1975 року для зосередження управління газопобутовими підприємствами та організаціями у межах єдиної республіканської організації було створено об'єднання «Укргаз», якому підпорядковувався і «Київгаз». Фундаторами «Київгазу» у період його створення і становлення були Володимир Мусійович Пеньок, Юхим Григорович Флейшмахер і Володимир Федорович Шевченко.
1990 року виробниче об'єднання «Київгаз» за рішенням трудового колективу вийшло зі складу «Укргазу». У серпні 1992 року ВО «Київгаз» реорганізувалося, і на базі його структурних підрозділів було створено державне комунальне підприємство (ДКП) газового господарства «Київгаз». Тоді ж виробничо-експлуатаційні контори перейменували в управління експлуатації газовим господарством. Упродовж 1992-1994 років «Київгаз» перебував у підпорядкуванні Київської міської державної адміністрації, а з липня 1994 року — Київської міської ради народних депутатів.
У 90-х роках підприємство, як і вся Україна, переживало нелегкі часи. Обсяги транспортування газу знизилися майже вдвічі (з 6,6 млрд м3 у 1990 році до 3,5 млрд м3 у 1998 році). Високий рівень інфляції, падіння життєвого рівня населення та закриття підприємств призвели до падіння платоспроможності за  надані послуги з газопостачання, що спричинило накопичення багатомільйонних боргів за газ.
Лише з 1999 року у Києві почалося поступове щорічне нарощування обсягів транспортування газу. У 2004 році обсяг транспортування збільшився на 35%  у порівнянні з 1998 роком і становив 4,7 млрд м3.
2003 року Київська міська рада реорганізувала ДКП газового господарства «Київгаз» у відкрите акціонерне товариство (ВАТ) «Київгаз», після чого управління експлуатації газовим господарством були перейменовані на філії.
У період незалежності України до 2010 року керівниками підприємства були Георгій Денисович Іваненко, Олександр Володимирович Таран, Болеслав Едуардович Бернацький, Сергій Євгенович Зубов, Сергій Петрович Слепкань.

## Період модернізації
З 2011 року розгорнуто активну діяльність щодо докорінних змін у функціонуванні компанії, реформування механізмів роботи компанії та аспектів її діяльності: 
- оновлення газотранспортної мережі міста: повна реконструкція ШРП (568 од.), станцій катодного захисту (635 од.), більшої частини кількості ГРП (187 од.) та  ГГРП (4 од.). Запроваджено використання альтернативних джерел енергії у роботі ГТС

- оптимізація роботи аварійної служби: розробка інноваційного програмного забезпечення з автоматичною системою запису дзвінків та звітності, збільшення кількості опорних пунктів з 3 до 5, поповнення автопарку 24 новими автомобілями, заміна спецодягу та робочих інструментів. Унаслідок проведених змін покращилися показники її роботи: з 2010 року кількість аварійних заявок зменшилася на 24% (у 2010 р. – 20270, станом на кінець 2018 р. – 15405), на 39% зменшилася кількість аварійних випадків (у 2010 р. – 11863, станом на кінець 2018 р. – 7238), на 45% зменшилася кількість витоків газу на 45% (у 2010 р. – 13530, станом на кінець 2018 р. – 7470)

- авторські розробки обладнання для ремонту газопроводів, що знаходяться під тиском задля безперебійної роботи мережі під час виконання робіт

- ремонт та організація робочого простору компанії у відповідності до потреб працівників та сучасних вимог
- створення комфортних центрів обслуговування абонентів, обладнаних електронною чергою
- розробка нових комунікаційних інструментів для взаємодії з клієнтами та способів дистанційної передачі показників лічильників та документації
- розвиток активної соціальної позиції та діяльності з перетворення міського середовища.

У результаті вжитих заходів АТ «Київгаз» вийшов на рівень провідних газових підприємств світу з відповідним технічним забезпеченням та  професійним складом.

## Соціальна відповідальність
Упродовж останніх років у межах компанії набула розвитку не тільки внутрішньокорпоративна діяльність, але і дії з якісних перетворень та змін міського середовища. Завдячуючи виваженим рішенням керівництва та ініціативності працівників підприємства, у Києві проводяться регулярні заходи з покращення благоустрою та допомоги соціально вразливим соціальним верствам:
- зведення безпечного дитячого парку «Панда» — місця для дозвілля, центру навчання та проведення уроків для дітей
- фінансова та волонтерська підтримка дитячих будинків: київських, а також у дитячому будинку «Пролісок» у с. Вовчків (з періодичністю раз на 2-3 місяці); допомога школам-інтернатам №5 та №8, Дитячій лікарні №1 у Дніпровському районі; допомога у будівництві кінного загону у реабілітаційному центрі «Крок за кроком»
- проведення регулярних уроків з газової безпеки у школах
- організація адресної допомоги киянам пенсійного віку, що стоять на обліку у Шевченківському соціальному центрі
- фінансова та волонтерська підтримка притулку для тварин «Сіріус»
- благоустрій міського простору (зона відпочинку у м. Бортничі, парки «Орлятко», «Юність», «Феодори Пушиної», «Нивки», Співоче поле).

Багатовекторна соціальна активність компанії призвела до оформлення у 2018 році відділу корпоративної соціальної відповідальності,  у межах якого діяльність працівників щодо міського благоустрою та соціальної допомоги набули скоординованого та організованого характеру.

## Аварії та події
21 червня 2020 року у місті Києві у багатоповерхівці на вулиці Соломії Крушельницької, 1/5 стався вибух. В результаті вибуху загинули п’ять осіб. У прокуратурі Києва повідомили, що в рамках розслідування вибуху в житловому будинку на Позняках, який стався 21 червня 2020 року, повідомлено про підозру першому заступнику голови правління Київгазу і ще чотирьом службовим особам. У прокуратурі заявили, що згідно з висновком комплексної судової експертизи посадові особи Київгазу при здійсненні повірки побутових лічильників газу в будинку по вул. Соломії Крушельницької, 1, допустили порушення вимог ряду нормативно-правових актів. У відомстві додали, що в результаті порушення стався вибух газу, який призвів до обвалу конструкцій десятиповерхового багатоквартирного житлового будинку, загибелі п’яти осіб і травмування трьох людей. Крім того, внаслідок втрати житла мешканцям будинку завдано матеріальної шкоди на загальну суму понад 53 млн грн. За даними прокуратури, згідно з висновком зазначеної експертизи встановлено коло посадових осіб Київгазу, дії яких знаходяться в причинно-наслідковому зв’язку з настанням вибуху. У відомстві заявили, що за результатами розслідування першому заступнику голови правління Київгазу, трьом головним інженерам управлінь експлуатації газового господарства та начальнику служби охорони праці Київгазу повідомлено про підозру в порушенні правил безпеки під час виконання робіт з підвищеною небезпекою на підприємстві, особою яка зобов’язана їх дотримуватися, що спричинило загибель людей, тобто в скоєнні кримінального злочину, передбаченого ч. 2 ст. 272 КК України.